# Chaerea
Chaerea maritimus es una especie de araña araneomorfa de la familia Dictynidae. Es la única especie del género monotípico Chaerea.  

## Distribución
Es originaria de Argelia.